# Mișcare alternativă

Motor cu aburi staţionar care convertește mișcarea alternativă în mișcare circulară. Pistonul este în stânga, manivela este montată pe volant în dreapta.

Mișcarea alternativă este o mișcare repetitivă sus-jos sau înainte-înapoi. Este întâlnită într-o mare varietate de mecanisme.
O manivelă poate fi folosită pentru conversia mișcării circulare în mișcare alternativă.